# Лаврентьев монастырь
Калужский Свято-Лаврентьев монастырь — мужской монастырь Русской православной церкви. Расположен в городе Калуге, на левом берегу реки Яченки. Все храмы снесены в советское время.

## История
Монастырь, возникший в XVI веке, назван по имени святого Лаврентия Калужского, жившего в конце XV — начале XVI века. Лаврентий был известен как юродивый, пользовавшийся покровительством князя Семёна Ивановича Калужского. По преданию, он жил на том месте, где теперь расположен монастырь, возле церкви Рождества Христова, где предавался постам и молитве.
В 1512 году, во время нападения на Калугу отрядов крымских татар, Лаврентий с секирой в руке вдохновлял горожан на битву с врагами; в память об этом событии он изображается на иконах с длинным топором в руке.

В лето 1512 нападоша на град (Калугу) агаряне (Крымские татары), противу которых вышел он (князь Симеон) с своими гражданы. Праведный Лаврентий, в дому его бывши, внезапу возопи гласом велиим: «Дайте мне мою секиру острую, нападоша псы на князя Симеона, да обороню от псов его!». И взем, отъиде (взявши, отошел). Князю же Симеону, в то время бившуся с агаряны с насада (речное судно) на Оке. Агаряном же, во множестве обступившим князя, внезапу обретеся на насаде праведный Лаврентий, укрепляя его и все воинство ободрив, рекши: «Не бойтеся!». И в тот час победи князь и прогна их. А праведный Лаврентий обретеся паки (опять) в дому княжеском, аки юродствуя и говоря: «Оборонил от псов князя Симеона». Князь, возвратився от брани, поведа (рассказал) бывшее, како явися праведный, и его укреплением и помощию победил врагов, нашедших на город Калугу.— Из старинной монастырской записки, хранившейся в монастыре до его разорения
Лаврентий Калужский скончался 23 августа 1515 года и был погребён в храме Рождества Христова. По желанию князя Семёна Калужского на месте подвигов святого возникла монашеская обитель, которая сначала называлась Рождественской, а затем Лаврентьевской.
Монастырь стоял на высоком берегу реки Яченки и закрывал подступы к городу со стороны Боровской дороги. Вероятно, уже в XVI веке он был обнесён высокой стеной и окружён валом, от чего получило название возникшее рядом село Подзавалье (ныне городской район). Стены монастыря неоднократно выдерживали вражеские осады.
1607—1608 годы. Монастырь безуспешно штурмовали войска В. Шуйского, пытавшиеся выбить из него отряды И. Болотникова, а в 1617 году во время осады Калуги его осаждали отряды Чаплинского и Опалинского, разбитые воеводой князем Д. М. Пожарским.
В 1610 году в монастырь прибыл бежавший из-под Москвы Лжедмитрий II, который был радушно принят жителями города, признавшими его своим царём. Через несколько месяцев самозванец был убит во время охоты на реке Яченке.
В 1732 году в Лаврентьевом монастыре началось каменное строительство. В это время он был окружён высокой каменной оградой, на четырёх углах которых стояли башни. 17 декабря 1744 года, по ходатайству архиепископа московского Иосифа (Волчанского), в Лаврентиев монастырь, как ученый, был вызван Киприан (Кармазинский), чтобы возглавить обитель и вести проповеди среди раскольников, дабы вернуть их в лоно православной церкви; после его смерти, с 1754 по 1757 год настоятелем монастыря был архимандрит Иов (Чарнуцкий).
В 1776 году митрополитом Платоном в Лаврентьевом монастыре была открыта Калужская духовная семинария, в которой в первое время обучалось до 120 человек. Их обучали латинскому языку, грамматике, пиитике и нотному пению. Семинария находилась в монастыре до 1800 года.
С учреждением Калужской епархии в 1799 году монастырь превратился в архиерейское подворье, где в летнее время проживали калужские епископы.
|                             |
| Почтовая марка Почты России |

В начале XX века в монастыре было три каменных церкви. Соборная церковь Рождества Пресвятой Богородицы была построена в 1650 году и достраивалась в 1739 году на пожертвования А. А. Гончарова. В церкви погребены преподобный Лаврентий, первый архимандрит монастыря Карион и епископ Калужский Александр Светлаков. В 1732 году была построена надвратная церковь Успения Пресвятой Богородицы, а в 1823 году при архиерейских покоях — домовая церковь преп. Сергия Радонежского. Кроме церквей, в монастыре были каменная колокольня, корпуса и кельи для братии. Вокруг монастырских стен раскинулся фруктовый сад.
Монастырь был закрыт большевиками в 1918 году. Некоторое время в его стенах располагались Калужские пехотно-командные курсы, а в 1920 году был создан лагерь принудительных работ, находившийся в ведении Калужского губисполкома. В нём содержались политические и уголовные заключённые и военнопленные. В мае 1921 года сюда были этапированы участники антоновского крестьянского восстания.
В 1921 году по приказу коменданта лагеря были разбиты скульптурные надгробья монастырского некрополя. Первый этаж Рождественского собора был переоборудован в тюрьму, стенные росписи замазаны краской.
23 мая 1929 года на заседании фракции ВКП(б) Калужского горсовета было принято решение о ликвидации монастыря. В том же году был снесён Рождественский собор; часть сохранившихся монастырских зданий была заселена.
В 1991 году историческая территория монастыря была объявлена памятником природы местного значения.
В 1994 году часть сохранившихся зданий была передана Калужской епархии, и там было создано архиерейское подворье. В настоящее время вся территория храма передана монастырю, ведутся работы по восстановлению колокольни и храма Рождества Пресвятой Богородицы.
В 2015 году монастырь отметил своё 500-летие. Мероприятия по празднованию круглой даты по просьбе Президента РФ Владимира Путина, посетил полномочный представитель в Центральном Федеральном округе Александр Беглов.
23 августа 2015 года, в почтовое обращение было выпущено две юбилейных марки к 500-летию монастыря, одна в России а другая в Латвии.

## Некрополь
См. категорию Похороненные в Лаврентьевском монастыре
В монастыре существует древнее Лаврентьевское кладбище. В XVI веке на нём были похоронены праведный Лаврентий, первый настоятель монастыря Кирион и Ермил Юродивый. Из духовных лиц в некрополе был похоронен епископ Калужский Александр (Светлаков). В некрополе захоронены герои войны 1812 года: генерал-лейтенанты Карл Багговут и Николай Лебедев, генерал-майоры Алексей Всеволожский и Василий Мещеринов. В XVIII—XIX веках в монастыре погребалось всё Калужское дворянство: Оболенские, Волконские, Прянишниковы, Нелединские-Мелецкие, Толстые, Мещериновы… среди них Калужский губернатор князь А. Оболенский, поэт Ю. Нелединский-Мелецкий, архитекторы Никитин и Ясныгин и др.
В настоящее время воссоздан надгробный камень генерала Багговута и помещён на прежнем месте в некрополе.

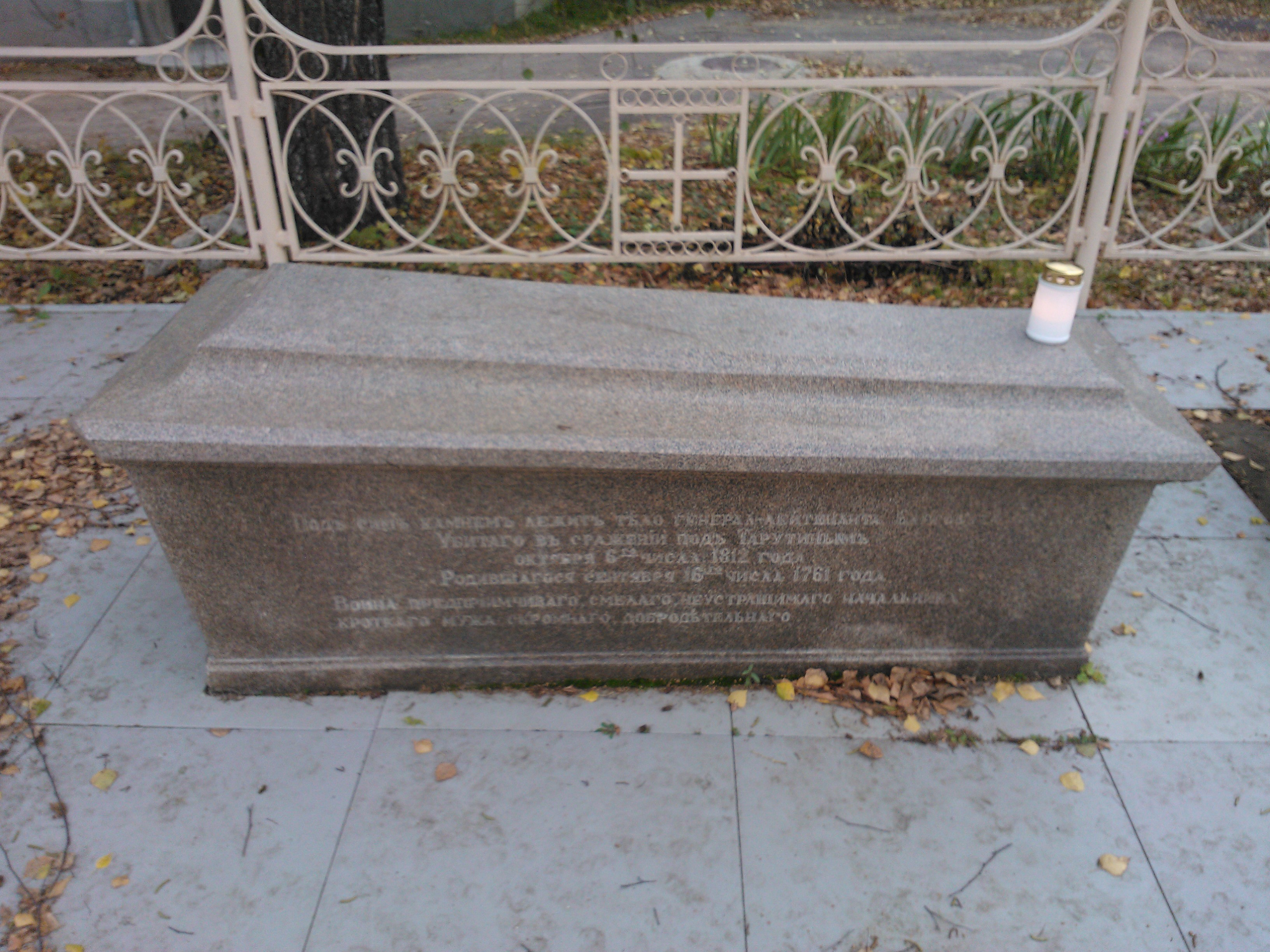
Надгробие генерала Багговута

## Прочие сведения
В Лаврентьевом монастыре похоронен Николай Делянов, который был владельцем располагавшегося поблизости родового имения Деляновых Железники.
Не теряя статуса монастыря, обитель святого Лаврентия перестраивалась как военная крепость. Лжедмитрий II, укрывшись в ней после бегства из Коломны, перестроил монастырские стены, добавив туры и зубцы, а также укрепив склоны холма, на котором располагается монастырь. Считается, что Лжедмитрий II погиб на землях, принадлежавших монастырю. Он с начальником охраны — татарским князем Урусовым выехал на охоту. Между ними произошла перебранка, и князь Урусов отрубил голову самозванцу.
Автором латвийской марки является латвийский художник, музыкант и композитор Юрис Грибулс (латыш. Juris Gribuls). Основой для марки послужила специально написанная для этого икона. Благословение на написание иконы дал митрополит Рижский и всея Латвии Александр. Юрис Грибулс — православный и имеет образование художника—иконописца.

## Статьи и публикации
- Иерей Иоанн Курбацкий. 500 лет со дня преставления святого блаженного Лаврентия, калужского чудотворца. — Старообрядческий альманах «Русская вера», 2015.
- Ольга Орлова. Калужскому монастырю посвятили марку // Калужская неделя : газета. — 2015. — 24 августа.
- Почта Латвии посвятила Лаврентию Калужскому марку // Калуга24.ТВ : интернет-проект. — 2015. — Сентябрь.